# Otto Wild

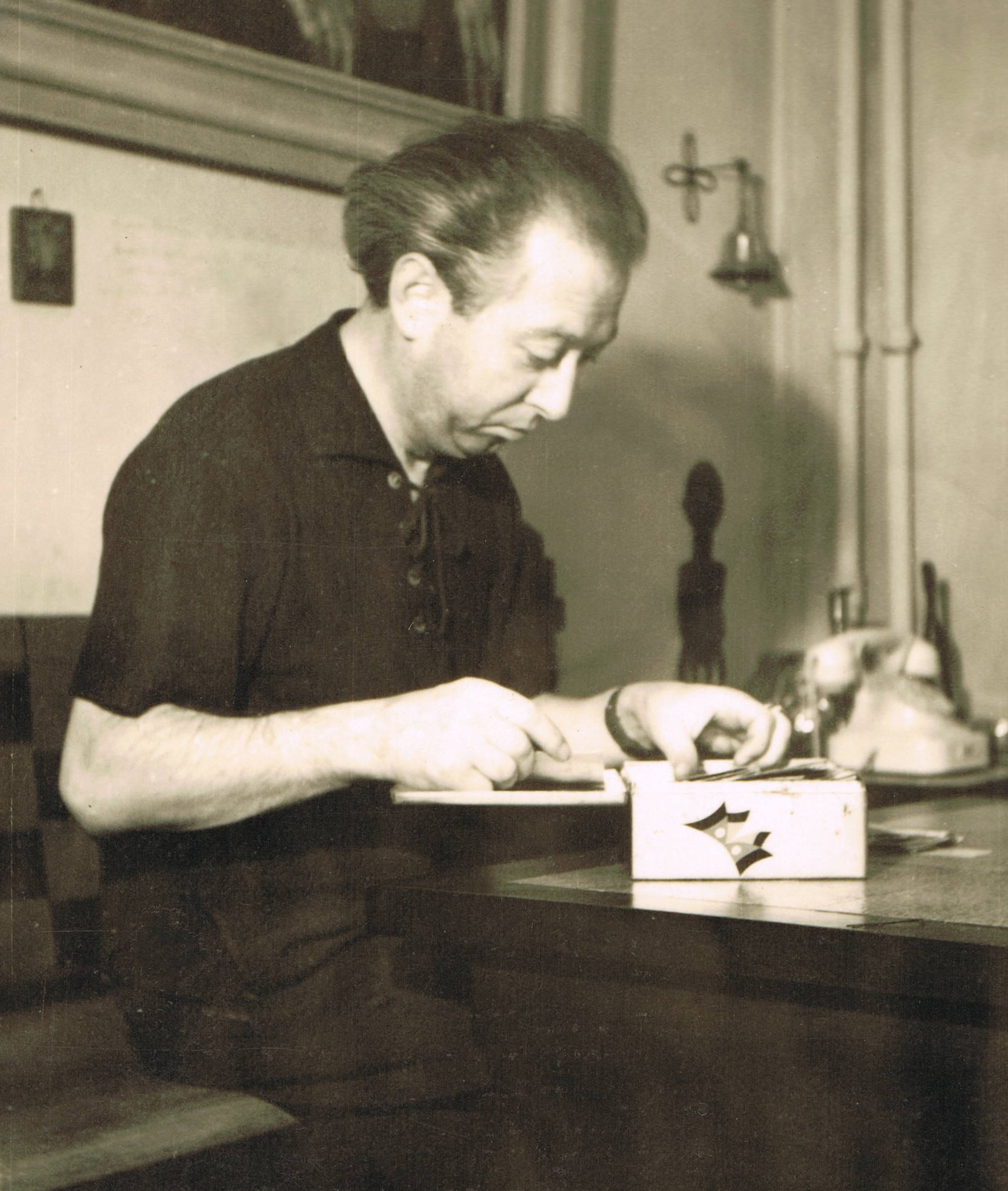
Otto Wild, ca. 1934

Otto Wild (* 8. November 1898 in Trostberg, Bayern; † 23. September 1971) war ein deutscher Fassmaler und Impressionist.

## Leben
Otto Wild wurde am 8. November 1898 in Trostberg in Bayern als Sohn der Josefine Margareta Wild geboren. Der Kirchenmaler Rauschensteiner aus Reith im Winkel entdeckte den Fassmaler Otto Wild. Daraufhin besorgte er ihm ein Staatsstipendium bei Professor Stöckel an der Akademie der Bildenden Künste Nürnberg. Die Einberufung zum Kriegsdienst 1915 brachte ihn an die Front nach Flandern, wo er nach einer schweren Verwundung 1916 entlassen wurde und sein Studium fortsetzen konnte. In den 1920er Jahren begab sich Otto Wild auf Otto Modersohns Spuren nach Worpswede, wo er seine Liebe zur Landschaftsmalerei und seine impressionistische Maltechnik entwickelte. Auf seinen Reisen nach Holland, Paris, Venedig und Madeira vervollständigte er seinen unverwechselbaren Stil. So entstanden in diesen Jahren Bilder seiner Reisen, wobei nicht der Gegenstand selbst, sondern das Licht auf den Dingen das Motiv zum Leben erweckte. Ende der 1920er Jahre stellte sich sein Erfolg ein und so geschah es, dass Otto Wild sich an einer vornehmen Adresse im Körnerhaus in der Poststraße 37 in Hamburg ein Atelier einrichtete. Hamburger Hafen-Motive fanden Absatz und schmückten Kontore und Villen Hamburger Kaufleute.
Nach dem Zweiten Weltkrieg war sein Fleiß ungebrochen, aber die Qualität seiner Bilder litt unter der schweren Krankheit, die ihn in den 1950er Jahren daran hinderte, sein Talent weiterzuentwickeln.
Am 15. September 2019 wurde eine Folge der Sendung Lieb & Teuer des NDR ausgestrahlt, die im Schloss Reinbek gedreht und von Janin Ullmann moderiert wurde. Darin wurde mit der Gemälde-Expertin Barbara Guarnieri ein spätimpressionistisches Ölgemälde von Otto Wild besprochen, das einen Schäfer mit Schafen in einer Landschaft zeigt.

## Werke (Auswahl)
- Wasserstraße mit Segelboot und Leuchtturm am Horizont. Öl auf Leinwand
- Flußlandschaft mit Bäumen. Öl auf Leinwand.
- Hamburger Hafen mit Werft. Öl auf Hartfaserplatte, um 1950.
- Landschaft mit Mühle am Teich. Öl auf Hartfaserplatte
- Blick über die sommerliche Bucht von Sorrent/Golf von Neapel. Öl auf Leinwand,  ca. 1930/1940er Jahre